# Нюрнбергский метрополитен

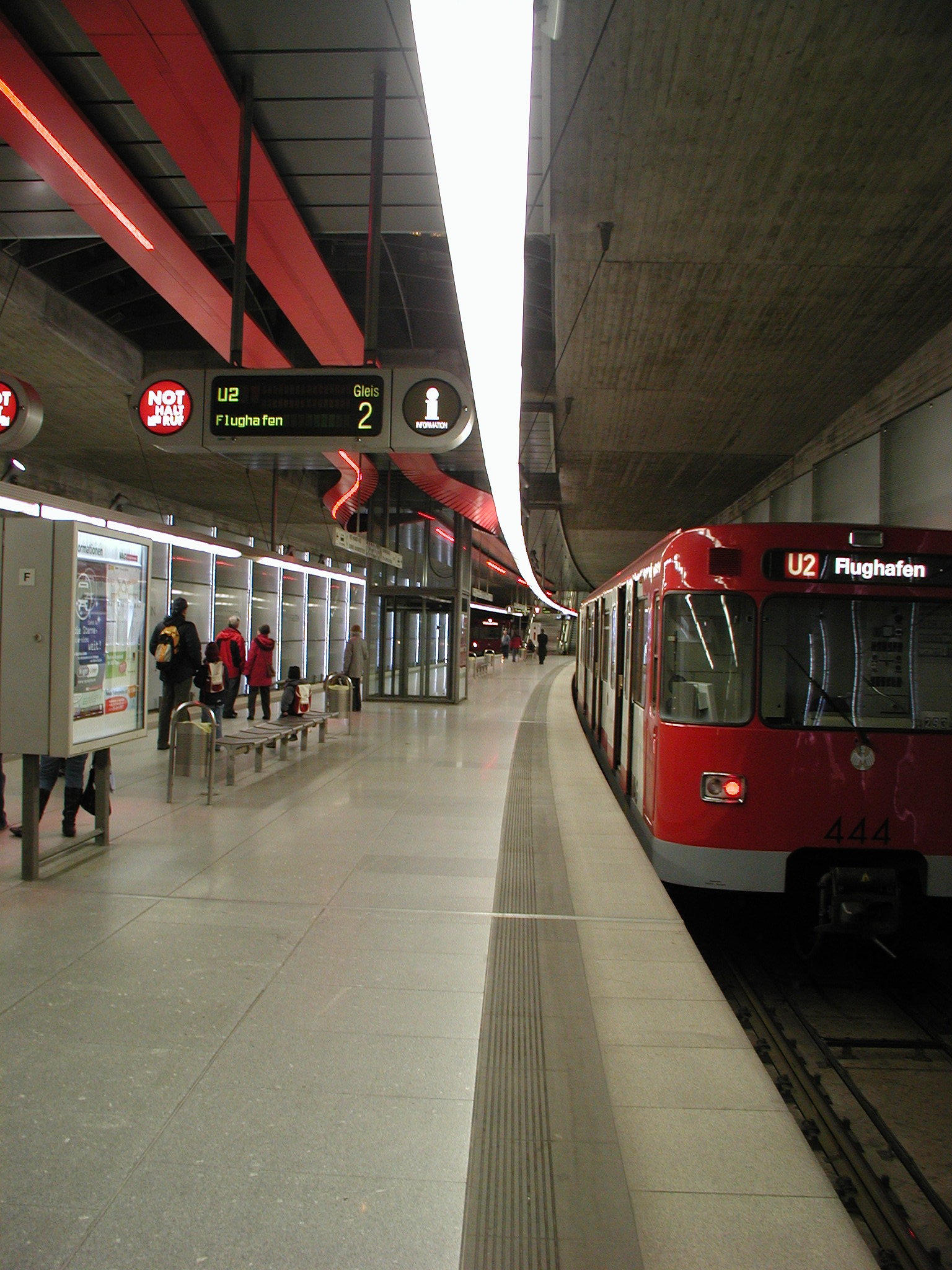
Поезд линии U2 на станции Ziegelstein

Нюрнбергский метрополитен (нем. U-Bahn Nürnberg) образует вместе с Нюрнбергской городской электричкой основу транспортной сети города Нюрнберга и нюрнбергского региона. Первая линия открыта 1 марта 1972 года. По состоянию на январь 2009 года Нюрнбергский метрополитен состоит из трёх действующих линий. Линия U1 объединяет Нюрнберг и соседний город Фюрт. Длина действующих линий составляет 38,2 км, на них расположено 49 станций. В среднем в день услугами метро пользуются 325 000 пассажиров. На линиях U2 и U3 используются полностью автоматические поезда.

## История

### До Второй мировой войны
Первые планы строительства метро в Нюрнберге возникли ещё в 1925 году, когда нюрнбергский инженер Оскар Фрейтаг предложил перенести железную дорогу от Нюрнберга до Фюрта (нем. Ludwigsbahn) под землю. Проходящие параллельно трамвайные пути не рассматривались как конкуренция, подземная дорога должна была их дополнить благодаря более высокой скорости передвижения. К тому же планировалось удлинение железной дороги от Плэррера (нем. Plärrer) до Нюрнбергского главного вокзала, вдоль городской стены Нюрнберга. Тогда проект не был реализован по причине достаточно большой технической сложности и недостатка финансирования. Настоящими предшественниками нюрнбергского метро стали трамвайные пути, перенесённые под землю во время национал-социализма в 1938 году. На участках под Аллерсбергерштрассе и Байернштрассе пути были убраны под землю, чтоб не мешать парадам и посетителям во время съездов Национал-социалистической немецкой рабочей партии.

### От подземного трамвая к полноценному метро
В 1956 году профессор Макс Фейхтингер из Ульма предложил перенести трамвайные пути между Плэррером и Главным вокзалом под землю, но получил отказ от городского совета. В 1962 году профессору Вальтеру Ламберту было дано задание разработать концепцию транспортной системы Нюрнберга. Заключение с предложением о постройке подземного трамвая было предоставлено в 1963 году, после чего 24 апреля 1963 года городской совет постановил строительство такой системы с опцией перестройки в полноценный метрополитен.
Однако 24 ноября 1965 года решение было пересмотрено и было принято новое решение о строительстве полноценного метрополитена. Во многом это решение обязано Гансу фон Ганффстенгелю, начальнику городского управления планирования. Он подверг критике концепцию Ламберта и предложил обойтись без переходного решения и сразу же приступить к строительству классического метро. Важным фактором была также финансовая поддержка федерального правительства (50 % стоимости строительства) и правительства Баварии (финансирование Нюрнбергского метрополитена наравне с мюнхенским).

### Изначальная концепция линий
В 1971 году Городским советом была принята следующая концепция линий:
- Линия U1 должна была заменить линию 1 нюрнбергского трамвая и соединить новый спальный район Лангвасер с городом Фюртом через Главный вокзал, старый город и Плэррер.
- Линия U2 должна была соединить город-спутник Штайн с аэропортом через Плэррер и Главный вокзал.
- Линия U3 должна была соединить Вецендорф с зоопарком через Фридрих-Эберт-Плац, Плэррер, Южный город

### Хроника постройки участков метро
| Дата             | Линия | Участок                                       | Длина  |
| ---------------- | ----- | --------------------------------------------- | ------ |
| 1 марта 1972     | U1    | Langwasser Süd — Bauernfeindstraße            | 3,7 км |
| 18 июня 1974     | U1    | Bauernfeindstraße — Frankenstraße             | 2,4 км |
| 23 сентября 1975 | U1    | Frankenstraße — Aufseßplatz                   | 1,1 км |
| 28 января 1978   | U1    | Aufseßplatz — Weißer Turm                     | 2,1 км |
| 20 сентября 1980 | U1    | Weißer Turm — Bärenschanze                    | 2,0 км |
| 20 июня 1981     | U1    | Bärenschanze — Eberhardshof                   | 1,5 км |
| 20 марта 1982    | U1    | Eberhardshof — Jakobinenstraße                | 2,4 км |
| 28 января 1984   | U2    | Plärrer — Schweinau                           | 2,4 км |
| 7 декабря 1985   | U1    | Jakobinenstraße — Fürth Hauptbahnhof          | 0,4 км |
| 27 сентября 1986 | U2    | Schweinau — Röthenbach                        | 1,8 км |
| 24 сентября 1988 | U2    | Plärrer — Hauptbahnhof                        | 1,3 км |
| 29 сентября 1990 | U2    | Hauptbahnhof — Rathenauplatz                  | 1,3 км |
| 22 мая 1993      | U2    | Rathenauplatz — Schoppershof                  | 1,3 км |
| 27 января 1996   | U2    | Schoppershof — Herrnhütte                     | 1,7 км |
| 5 декабря 1998   | U1    | Fürth Hauptbahnhof — Fürth Stadthalle         | 1,7 км |
| 27 ноября 1999   | U2    | Herrnhütte — Flughafen                        | 3,3 км |
| 4 декабря 2004   | U1    | Fürth Stadthalle — Fürth Klinikum             | 1,3 km |
| 8 декабря 2007   | U1    | Fürth Klinikum — Fürth Hardhöhe               | 0,4 km |
| 14 июня 2008     | U3    | Rothenburger Straße — Gustav-Adolf-Straße     | 1,5 km |
| 14 июня 2008     | U3    | Rathenauplatz — Maxfeld                       | 1,0 km |
| 10 декабря 2011  | U3    | Maxfeld — Friedrich-Ebert-Platz               | 1,1 km |
| 22 мая 2017      | U3    | Friedrich-Ebert-Platz — Nordwestring          | 1,1 km |
| 15 октября 2020  | U3    | Gustav-Adolf-Straße — Großreuth bei Schweinau | 1,1 km |

## Линии

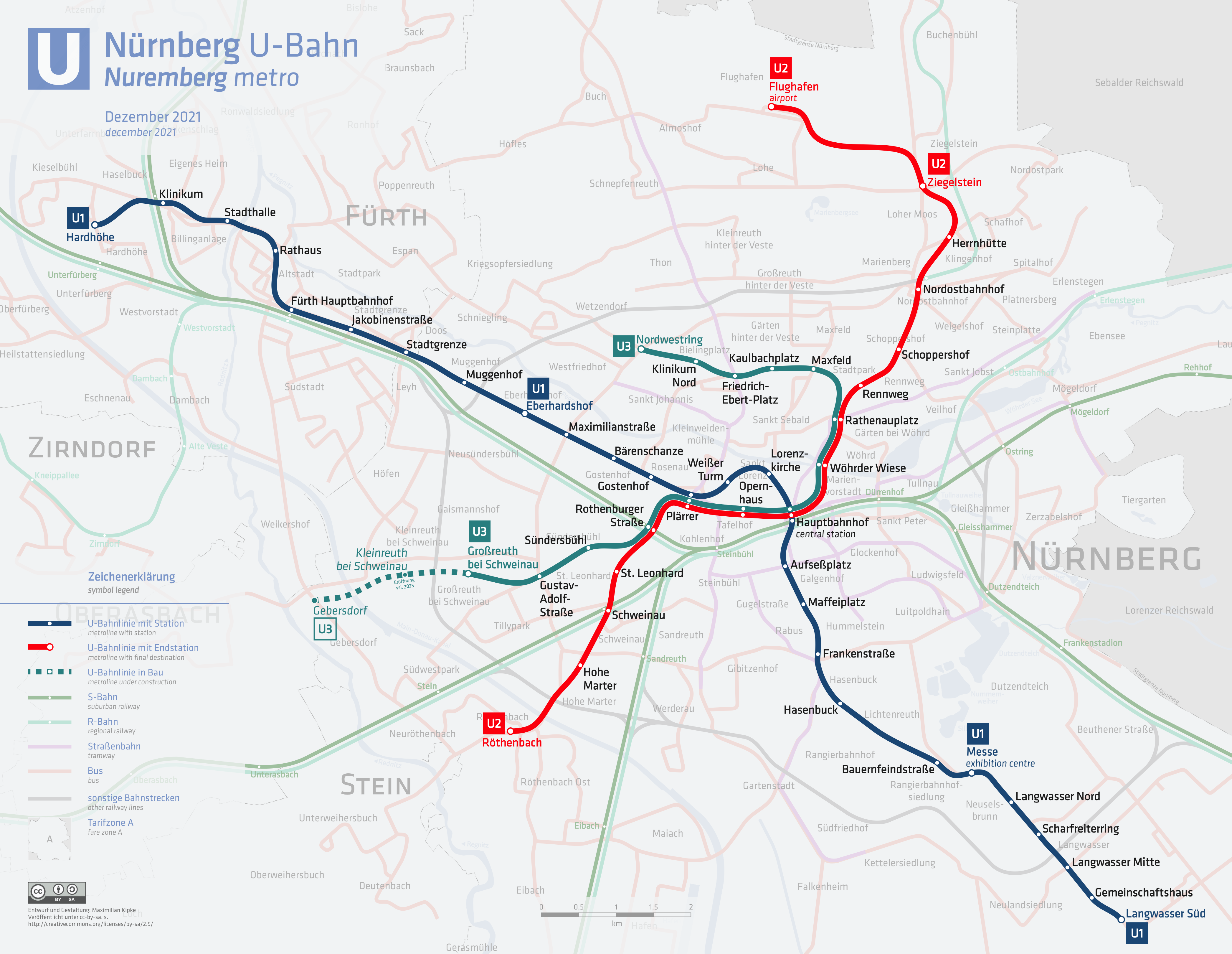
Сеть линий на карте Нюрнберга

Сеть линий нюрнбергского метрополитена состоит из трёх линий. Действующие линии U1, U2 и U3 имеют общую длину 38,2 км. Из них 32,7 км проходят под землёй, 4,5 км на поверхности и 1 км на эстакаде. 

### Линия U1

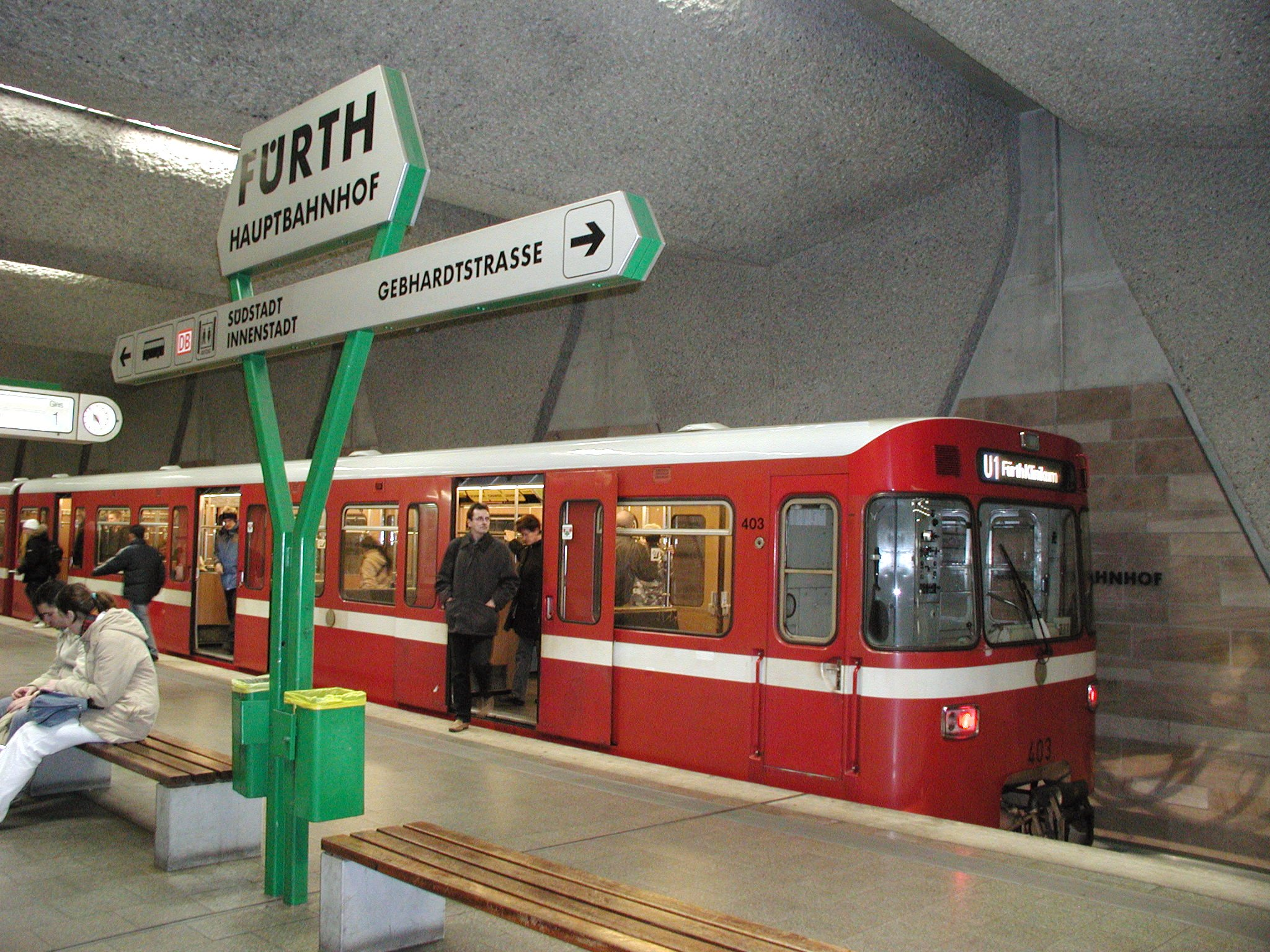
Станция линии U1 Fürth Hauptbahnhof (Главный вокзал Фюрта)

U1 Fürth Hardhöhe — Langwasser Süd
Линия U1 — наиболее длинная линия нюрнбергского метрополитена. Она соединяет район Нюрнберга Лангвасер с клиникой города Фюрт. На линии находятся 27 станций, общая длина линии составляет 18,5 км, время в пути — 35 минут.

### Линия U2

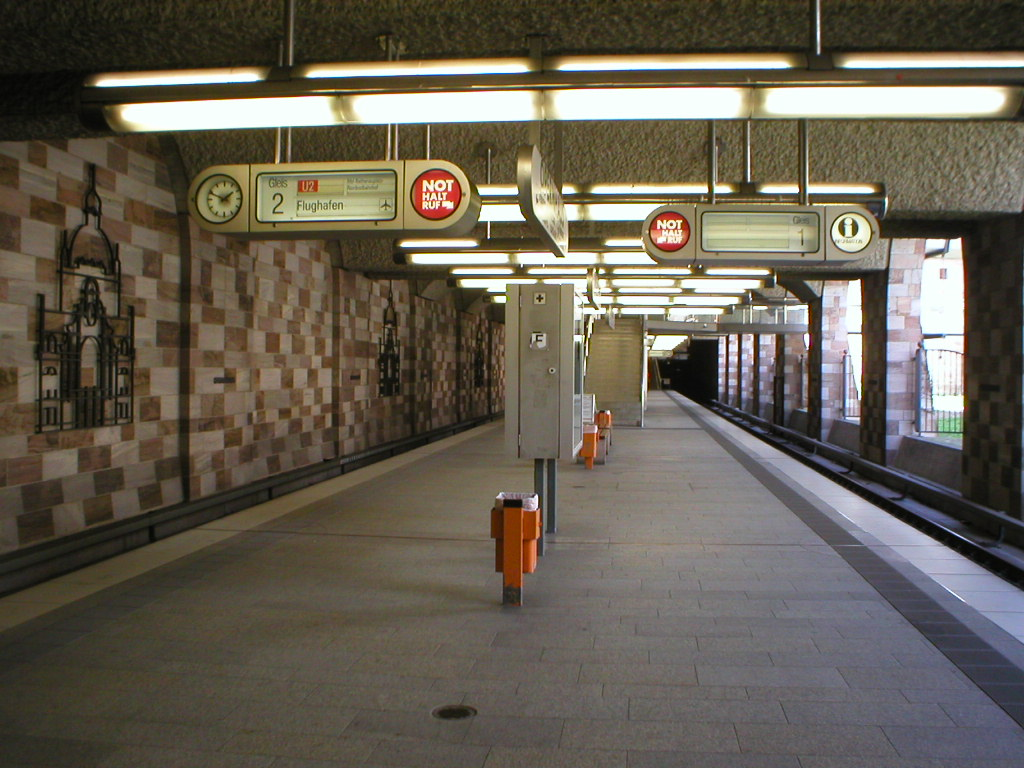
Станция Opernhaus (Оперный театр)

U2 Röthenbach — Flughafen
Общая длина линии 13,2 км, на линии расположено 16 станций, общее время в пути — 22 минуты. В часы пик, особенно на участке от «Главного вокзала» до «Ратенауплац» поезда часто переполнены. Линия соединяет юго-западную часть города через Главный вокзал с аэропортом. Особенностью линии является то, что она соединяет Главный вокзал с Северо-восточным вокзалом, между которыми нет железнодорожного соединения и метро является единственной возможностью добраться от одного вокзала к другому при помощи общественного транспорта. Вдоль линии расположены многие нюрнбергские музеи, достопримечательности и места отдыха.

### Линия U3
U3 Großreuth bei Schweinau — Nordwestring
Общая длина линии 9,2 км, на линии расположено 14 станций, общее время в пути — 19 минут.

## Бывшие линии

### Линия U11
U11 Messe — Eberhardshof
Дополнительная линия, ранее в часы пик курсирующая по наиболее загруженному участку U1. С понедельника по пятницу в часы пик поезда U11 ходили от «Лангвасер Зюд» до «Эберхардсхоф», откуда возвращаются к «Лангвасер Зюд» уже как U1. Вне часа пик поезда U11 ходили от «Гостенхоф» до «Хазенбук» и обратно. В зависимости от загруженности U1 маршрут U11 мог варьироваться. Во время выставок или других крупных мероприятий маршрут и такт этой дополнительной линии могли быть изменены. В мае 2017 года линия была убрана из расписания и планов, однако поезда по этому маршруту продолжают ходить как линия U1.

### Линия U21
U21 Röthenbach — Ziegelstein
Поскольку участок от «Цигельштайн» до «Флюгхафен» (Нюрнбергский аэропорт) имеет лишь одну колею, в час пик половина поездов заканчивает свой маршрут уже на станции «Цигельштайн». Такие поезда обозначались как U21. Линия обслуживала 15 станций, имела длину 11 км, время в пути составляло 20 минут. По аналогии с линией U11, в мае 2017 года линия U21 была убрана из расписания и планов, однако поезда по этому маршруту продолжают ходить как линия U2.

## Станции

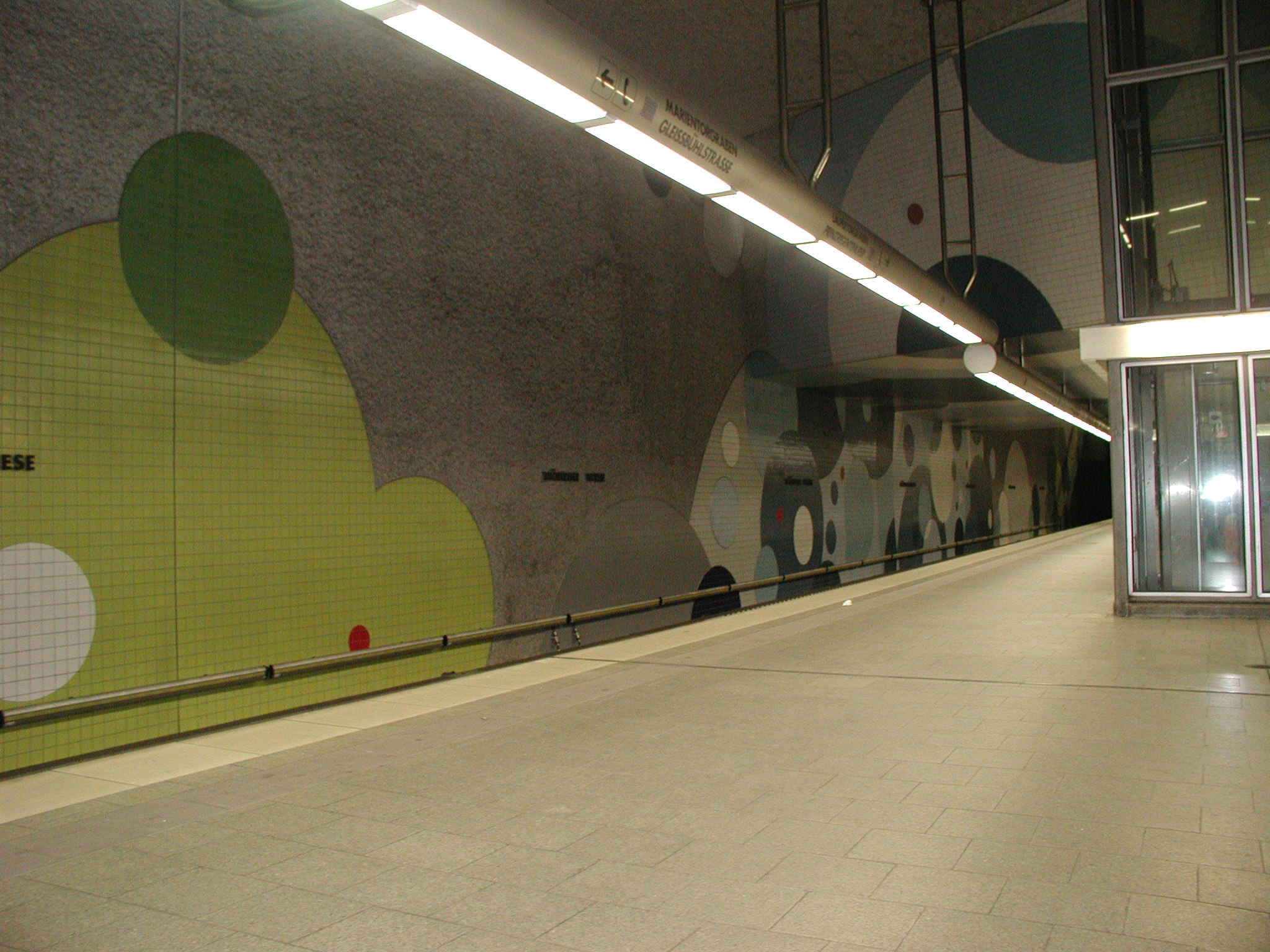
Платформа и лифт станции Вёрдер Визе

По состоянию на 15 октября 2020 года в нюрнбергском метрополитене действуют 48 станций. Из них 27 находятся на U1, 16 на U2 и 13 на U3. Станции, которые находятся на нескольких линиях, считаются для каждой линии отдельно и осуществляют возможность пересадки. 41 станций — подземные, одна на эстакаде и шесть наземных.

### Оснащение
Платформы на всех станциях имеют длину 90 метров и выполнены в виде средней платформы. Исключения составляют станции «Муггенгоф» и «Штадтгренце», расположенные на эстакадах, где платформы расположены по краям станции, разделённые путями. На всех станциях есть лифт, облегчающий попадание к поездам для инвалидов и пассажиров с детьми. На станциях «Главный вокзал», «Аэропорт», «Фюрт Ратхаус», а также «Муггенхоф» и «Штадтгренце» установлено два лифта. На станциях установлены эскалаторы и обычные лестницы для входа и выхода пассажиров.

### Автоматизация

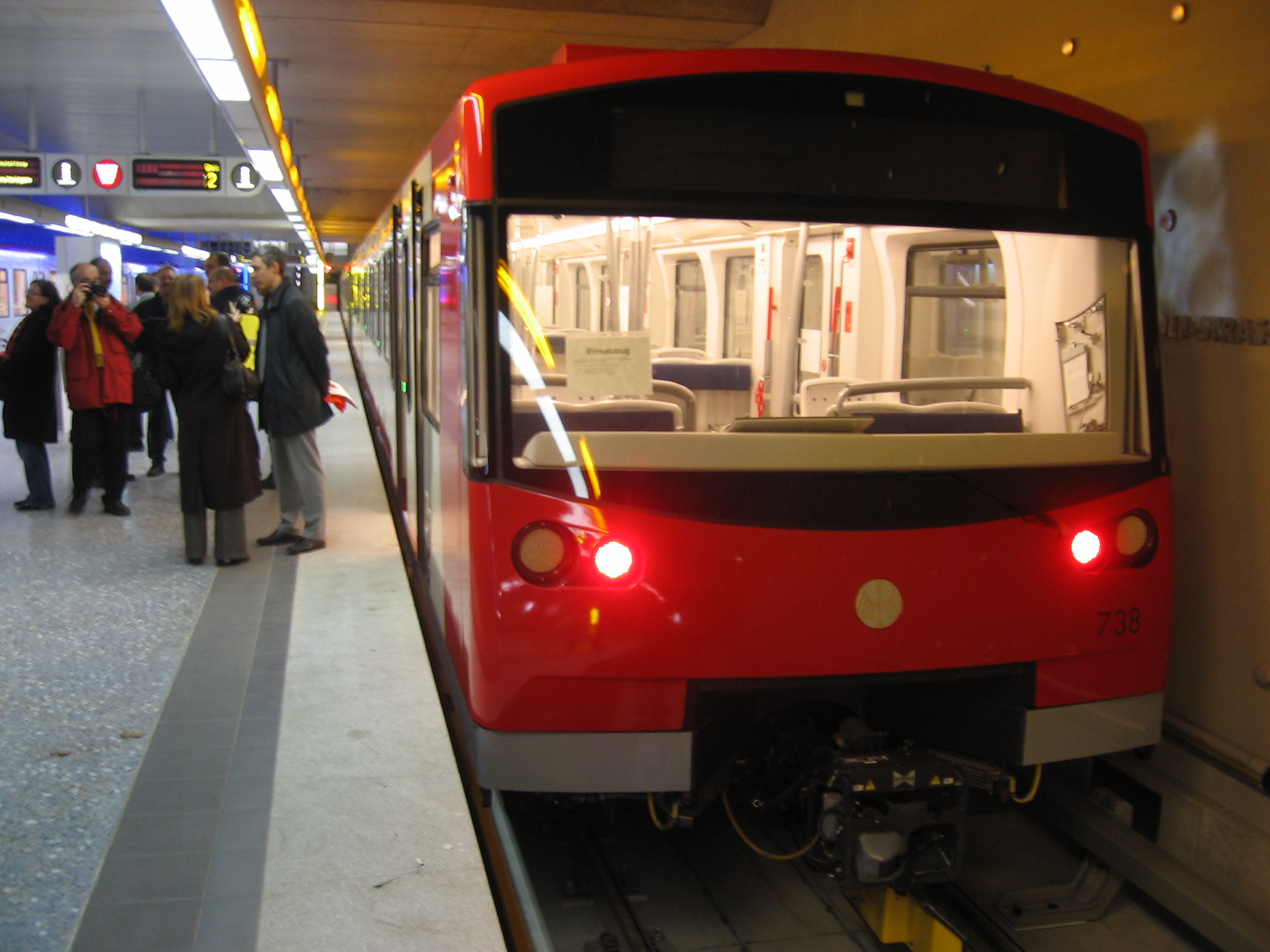
Автоматический поезд тип DT3 без машиниста

Линия U3 полностью автоматизирована со дня её пуска в эксплуатацию летом 2008 года, машинисты поездов были упразднены, составы управляются удалённо компьютером из диспетчерской. Для осуществления этого проекта были заказаны специальные поезда типа DT3. Линия U2 была полностью переведена в автоматический режим и оснащена новыми составами DT3 в 2010 году. Линию U1 планируется перевести в автоматический режим в 2018—2020 гг., когда поезда устаревших типов DT1 и DT2 окончательно отработают свой ресурс и будут заменены на поезда нового типа.